# Championnat de Malte de football 1951-1952
Navigation
Saison précédente Saison suivante
La saison 1951-1952 de First Division Maltaise était la trente-septième édition de la première division maltaise.
Lors de cette saison, le Floriana FC a conservé son titre de champion face aux sept meilleurs clubs maltais lors d'une série de matchs se déroulant sur toute l'année.
Les huit clubs participants au championnat ont été confrontés à deux reprises aux sept autres.
Le Floriana FC a été sacré champion de Malte pour la quinzième fois.

## Les huit clubs participants
| Club                | Stade             | Capacité | Ville      |
| ------------------- | ----------------- | -------- | ---------- |
| Floriana FC         | -                 | -        | Floriana   |
| Hamrun Spartans     | Victor Tedesco    | 6 000    | Hamrun     |
| Paola Hibernians FC | Hibernians Ground | 8 000    | Paola      |
| Rabat FC            | -                 | -        | Rabat      |
| Sliema Wanderers FC | Guze Fava Ground  | 4 000    | Sliema     |
| St. George's FC     | -                 | -        | Bormla     |
| St. Patrick FC      | -                 | -        | Zabbar     |
| La Vallette FC      | -                 | -        | La Valette |

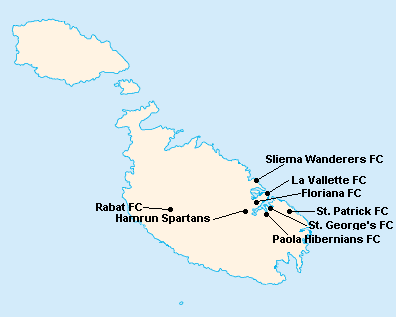
Localisation des clubs engagés dans le championnat.

L'île de Malte étant relativement petite, les clubs évoluent tous au stade National Ta'Qali (17 400 places). Certain cependant ont leur propre enceinte qu'ils peuvent éventuellement utiliser.

## Compétition

### Classement
| Rang | Équipe                  | Pts | J  | G  | N | P  | Bp | Bc | Diff |
| ---- | ----------------------- | --- | -- | -- | - | -- | -- | -- | ---- |
| 1    | Floriana FC (T)         | 24  | 14 | 11 | 2 | 1  | 48 | 12 | +36  |
| 2    | Hamrun Spartans         | 20  | 14 | 9  | 2 | 3  | 32 | 16 | +16  |
| 3    | Sliema Wanderers FC (C) | 19  | 14 | 7  | 5 | 2  | 27 | 15 | +12  |
| 4    | La Vallette FC          | 16  | 14 | 7  | 2 | 5  | 34 | 19 | +15  |
| 5    | Paola Hibernians FC     | 13  | 14 | 5  | 5 | 4  | 33 | 22 | +11  |
| 6    | St. George's FC         | 11  | 14 | 5  | 1 | 8  | 18 | 28 | -10  |
| 7    | Rabat FC (P)            | 5   | 14 | 1  | 3 | 10 | 10 | 37 | -27  |
| 8    | St. Patrick FC          | 4   | 14 | 0  | 2 | 12 | 10 | 63 | -53  |

| Légende : Qualifications et relégations | Légende : Qualifications et relégations                                                     |
| --------------------------------------- | ------------------------------------------------------------------------------------------- |
|                                         | Relégation en Second Division Maltaise                                                      |
|                                         | (T) : Tenant du titre 1950-1951 (P) : Promu en 1950-1951 (C) : Vainqueur du Trophée Rothman |

## Bilan de la saison
| Tableau d'Honneur       |                     |
| Compétition             | Vainqueur           |
| First Division Maltaise | Floriana FC         |
| Trophée Rothman         | Sliema Wanderers FC |

| Promotions et relégations            |                |
| Relégués en Second Division Maltaise | St. Patrick FC |
| Promus de Second Division Maltaise   | Birkirkara FC  |